# 짱구는 못말려 극장판: 동물소환 닌자 배꼽수비대
《짱구는 못말려 극장판: 동물소환 닌자 배꼽수비대》(クレヨンしんちゃん もののけニンジャ珍風伝)는 일본에서 2022년 4월 22일에 개봉, 대한민국에서 2023년 5월 4일에 개봉된 짱구는 못말려의 애니메이션 영화 시리즈의 제 30부작이다.

## 등장인물
- 노하라 신노스케, 짱구 역 : 코바야시 유미코 / 박영남
- 노하라 미사에, 봉미선 역 : 나라하시 미키 / 강희선
- 노하라 히로시, 신영식 역 : 모리카와 토시유키 / 김환진
- 노하라 히마와리, 짱아 역 : 코로오기 사토미 / 여민정
- 시로, 흰둥이 역 : 마시바 마리 / 정유미
- 카자마 토루, 철수 역 : 마시바 마리 / 여민정
- 사쿠라다 네네, 유리 역 : 하야시 타마오 / 정유미
- 사토 마사오, 훈이 역 : 이치류사이 테이유우 / 정혜옥
- 보오, 맹구 역 : 사토 치에 / 강희선

#### 헤소가쿠레 가 / 배꼽지기 가
- 헤소가쿠레 치요매, 윤나르하 역 : 카와에이 리나 / 안영미
- 헤소가쿠레 친조우, 대진구(제갈진구) 역 : 타카가키 아야히 / 채림
- 헤소가쿠레 고마에몬, 대성성 역 : 하나에 나츠키 / 황동현
- 헤소가쿠레 할아버지 역 : 김영찬

#### 기타 닌자들
- 후우코, 강바람 역 : 아마미야 소라 / 박이서
- 바람 엄마 역 : 이달래
- 장로 역 : 우라야마 진 / 손종환
- 장로 여비서 역  : 유우키 아오이 / 민쩌미
- 부장 역   : 이주창

#### 그림자 자객
- 헤가쿠 세이조, 방국봉 역 : 마미야 야스히로 / 김정훈
- 와세비 타케히코, 오룡차 역 : 쥬쿠 잇큐 / 김동현
- 베토벤 케이, 배토변 역 : 메라 요시카즈 / 현경수

#### 그외 인물 / 회상 장면
- 하라노 시타케이 박사 역 : 토네 켄타로 / 김정훈
- 하라이치, 개그맨 1,2 역 : 김윤기, 이우리

- 요시나가 미도리, 채성아
- 마츠자카 우메, 나미리
- 카와무라 야스오, 치타
- 테루노부, 광태
- 노하라 긴노스케, 신돌식
- 노하라 츠루, 이옥분
- 코야마 요시지, 봉선달
- 코야마 히사에, 이영선
- 키타모토, 남춘애

## 스태프
본작의 감독은 2019년 극장판 27부작인 《신혼여행 허리케인 ~사라진 아빠~》에 참가한 하시모토 마사카즈가 맡게 되었고, 21기,23기,26기,27기,29기를 집필한 우에노 키미코가 맡았다.

## 참고 사항
- 10기 이후로 20년만에 일본의 전통 시대 / 문화를 주제로 하는 극장판이다.
- 노하라 일가의 미사에 부모님인 코야마 요시지, 코야마 히사에가 처음으로 극장판에 출연하고, 히로시의 부모님인 노하라 긴노스케, 노하라 츠루가 10년만에 재등장한다.
- 22기 이후 8년만에 어린이날 시즌에 개봉되었다.

## 오프닝
- 게쓰메이시 - スーパースター (슈퍼스타)

작사 : 게쓰메이시
작곡 : 게쓰메이시
편곡 : CHIVA from BUZZER BEATS

## 엔딩
- 녹황색사회 - 陽はまた昇るから (해는 다시 뜰 테니까)

작사 : 코바야시 잇세이
작곡 : 아나미 싱고

## 같이 보기
- 짱구는 못말려 (영화 시리즈)